# 장평초등학교 용전분교
장평초등학교 용전분교는 대한민국 강원특별자치도 평창군 용평면 신선골길 7(용전리)에 있었던 공립 초등학교이다.

## 학교 연혁
- 1938년 8월 31일 용전공립심상소학교 설립인가
- 1941년 4월 1일 용전공립국민학교로 개칭
- 1954년 4월 1일 장평분교장 인가
- 1969년 3월 1일 도원분교장 인가
- 1996년 3월 1일 용전초등학교로 교명 개칭
- 2000년 9월 1일 장평초등학교 용전분교장으로 격하
- 2002년 3월 1일 폐교